# Bridport Road
Die Bridport Road ist eine Fernstraße im Nordosten des australischen Bundesstaates Tasmanien. Sie verbindet den East Tamar Highway (A8) östlich von George Town mit dem Tasman Highway (A3) in Scottsdale.

## Verlauf
Die Straße zweigt östlich von George Town vom East Tamar Highway ab und führt zunächst nach Osten durch die Siedlung Pipers River am gleichnamigen Fluss, wo die Pipers River Road (B83) einmündet, und weiter nach Bridport. Von dort führt die Waterhouse Road unter derselben Bezeichnung B82 nach Westen weiter. Die Bridport Road biegt, nun unter der Bezeichnung B84, in Richtung Südosten ab und endet in Scottsdale, wo sie auf den Tasman Highway (A3) trifft.

## Bedeutung
Die Bridport Road vermittelt die Zufahrt zur Nordküste der Insel zwischen der Mündung des Tamar River und der Stadt Bridport, dem Fährhafen nach Flinders Island und zu den anderen Inseln der Furneaux-Gruppe.